# Auramine O
L'auramine O est un composé aromatique de la famille de diphénylméthanes, de formule C17H22ClN3. C'est un colorant jaune fluorescent, notamment utilisé avec la rhodamine B pour colorer les bacilles acido-alcoolo-résistants (BAAR) (« coloration à l'auramine-rhodamine (en) »).
Sous sa forme pure, l'auramine O apparaît sous la forme de cristaux jaunes en forme d'aiguilles. Elle est soluble dans l'eau et l'éthanol.

## Synthèse
L'auramine peut être synthétisée à partir de la base de Michler (4,4′-bis(diméthylaminodiphényl)méthane), mise à réagir avec de l'urée, de l'acide sulfamique, du soufre et de l'ammoniac vers 175 °C. Une autre méthode consiste en la condensation de la N,N-diméthylaniline avec le formaldéhyde, suivie de réactions avec le soufre, l'ammoniac, puis le chlorure d'ammonium :

## Utilisations
L'auramine O peut être utilisée pour colorer les bacilles acido-alcoolo-résistants (par exemple les mycobactéries, où elle se lie avec l'acide mycolique présent dans la paroi cellulaire), de façon similaire à la coloration de Ziehl-Neelsen. Elle peut également être utilisée comme variante fluorescente de réactif de Schiff.
Elle peut aussi être utilisée avec la rhodamine B (coloration à l'auramine-rhodamine (en)) pour colorer les bacilles de Mycobacterium tuberculosis,. Elle peut enfin servir d'antiseptique.

## Composés proches
La cétone de Michler et la thione de Michler sont quasi identiques à l'auramine, mais avec respectivement une fonction cétone et une fonction thiocétone à la place de la fonction imine. La thione peut d'ailleurs être préparé par sulfuration de l'auramine.